# Ibn Fallus
Ibn Fallus (Abû Tahir Ismail al-Mardini) est un mathématicien arabe originaire de Mardin en Haute Mésopotamie, né en 1194 et mort vers 1240 ou vers 1252.
Il est l'auteur d'un abrégé d'arithmétique élémentaire le Kītāb i'dād al-asrār fī asrār al-a'dād', qui est un commentaire de l'introduction à l'arithmétique du néo-pythagoricien Nicomaque de Gérase (celui-ci vivait autour de l'an 100). Dans cet ouvrage, il rappelle la construction des nombres parfaits que donne Euclide dans ses Éléments puis donne une liste de tels nombres. Selon la règle euclidienne, ces nombres sont  de la forme 2n−1(2n − 1) où 2n − 1 doit être un nombre premier, dit depuis nombre de Mersenne premier. Aux 4 nombres parfaits connus de Nicomaque, 6, 28, 496 et 8 128, obtenus pour n = 2, 3, 5 et 7, Ibn Fallus ajoute 6 nouveaux nombres 130 816, 2 096 128, 33 550 336, 8 589 869 056, 137 438 691 328, et 35 184 367 894 528, correspondant à n = 9, 11, 13, 17, 19, 23. Il ne donne aucune justification, ni même de commentaire. S'il s'avère qu'il a raison pour les nombres correspondant à 13, 17 et 19, ceux correspondant à 9, 11 et 23 ne sont pas parfaits.
Suivant la tradition néo-pythagoricienne, Ibn Fallus ne procède pas par démonstration, mais par induction incomplète et en établissant des règles. En remarquant une certaine cohérence entre les erreurs d'Ibn Fallus et d'un autre mathématicien arabe de la tradition néo-pythagoricienne, Roshdi Rashed estime qu'il s'est appuyé inconsidérément sur certaines règles énoncées par Nicomaque et que rappelle Ibn Fallus. Celles-ci sont vérifiées pour les 4 premiers nombres parfaits, mais fausses ensuite : ainsi Ibn Fallus affirme que le dernier chiffre d'un nombre parfait est alternativement 6 et 8 (c'est en réalité faux pour le 5-ème et le 6-ème). Il affirme également qu'il y a toujours un nombre parfait entre deux puissances de 10 (il n'y en a pas entre 10 000 et 100 000 comme l'avait déjà déjà remarqué Al-Baghdadi au XIe siècle). Il ne prend pas la peine de vérifier la primalité du nombre de Mersenne correspondant, alors qu'il est vraisemblablement largement à sa portée de se rendre compte que  29 − 1 = 511 = 7 × 73 ou 211 = 2047 = 23 × 89 sont composés.